# Claudio Namoc
Claudio Namoc (Lima, Provincia de Lima, Perú, 19 de julio de 1996) es un futbolista peruano. Juega de centrocampista y actualmente está sin equipo. Tiene 28 años.

## Trayectoria
Namoc fue formado en el club Esther Grande de Bentín. En diciembre de 2014 fue fichado por Universitario de Deportes, equipo con el que hizo su debut profesional en Primera División el 14 de julio de 2015 ante Juan Aurich, por la décima fecha del Campeonato Descentralizado 2015. Durante ese mismo año alternó entre el primer equipo y el equipo de reservas, con el que obtuvo un título. Al final de la temporada fue cedido en préstamo al Alianza Atlético.

## Selección nacional
Ha sido internacional con la selección de fútbol sub-17 del Perú, con la cual disputó el Campeonato Sudamericano de Fútbol Sub-17 de 2013 realizado en Argentina.

## Clubes
| Club                      | País | Año  |
| ------------------------- | ---- | ---- |
| Universitario de Deportes | Perú | 2015 |
| Alianza Atlético          | Perú | 2016 |

## Palmarés

### Campeonatos nacionales
| Título             | Club                      | País | Año    |
| ------------------ | ------------------------- | ---- | ------ |
| Torneo de Reservas | Universitario de Deportes | Perú | 2015-I |